# Slezská Harta (Leskovec nad Moravicí)
Slezská Harta (německy Schlesisch Hartau, polsky Śląska Harta) je malá vesnice, část obce Leskovec nad Moravicí v okrese Bruntál. Rozkládá se na slezské straně historické zemské hranice Moravy a Slezska, asi 4 km na jih od Leskovce nad Moravicí v těsném sousedství téměř zaniklé Moravské Harty, přičemž svým katastrem vytváří klín Slezska, směřující do moravského území.
Slezská Harta je také název katastrálního území o rozloze 2,17 km2.

## Název
Vesnice byla pojmenována (německy) Hartau, složeným jménem, v jehož první části bylo Hart - "horský les", ve druhé "Hau" - "mýtina". Jméno tedy označovalo polohu vsi na lesní mýtině. Přívlastek Schlesisch ("Slezská") byl připojen v 19. století, kdy také vznikla česká podoba jména, Harta.

## Historie
První písemná zmínka o Slezské Hartě pochází z roku 1541.

## Vývoj počtu obyvatel
Počet obyvatel Slezské Harty podle sčítání nebo jiných úředních záznamů:
| Rok            | 1869 | 1880 | 1890 | 1900 | 1910 | 1921 | 1930 | 1950 | 1961 | 1970 | 1980 | 1991 | 2001 |
| -------------- | ---- | ---- | ---- | ---- | ---- | ---- | ---- | ---- | ---- | ---- | ---- | ---- | ---- |
| Počet obyvatel | 181  | 185  | 183  | 184  | 173  | 146  | 169  | 41   | 12   | 12   | 9    | 9    | 6    |

1. ↑  z toho: 2 Čechoslováci, 164 Němců; 167 řím. kat., 2 evang.

Ve Slezské Hartě je evidováno 19 adres : 18 čísel popisných (trvalé objekty) a 1 číslo evidenční (dočasné či rekreační objekty). Při sčítání lidu roku 2001 zde bylo napočteno 17 domů, z toho 3 trvale obydlené.

## Pamětihodnosti
- Kaple sv. Archanděla Michaela je kulturní památka ČR.[8]

## Galerie

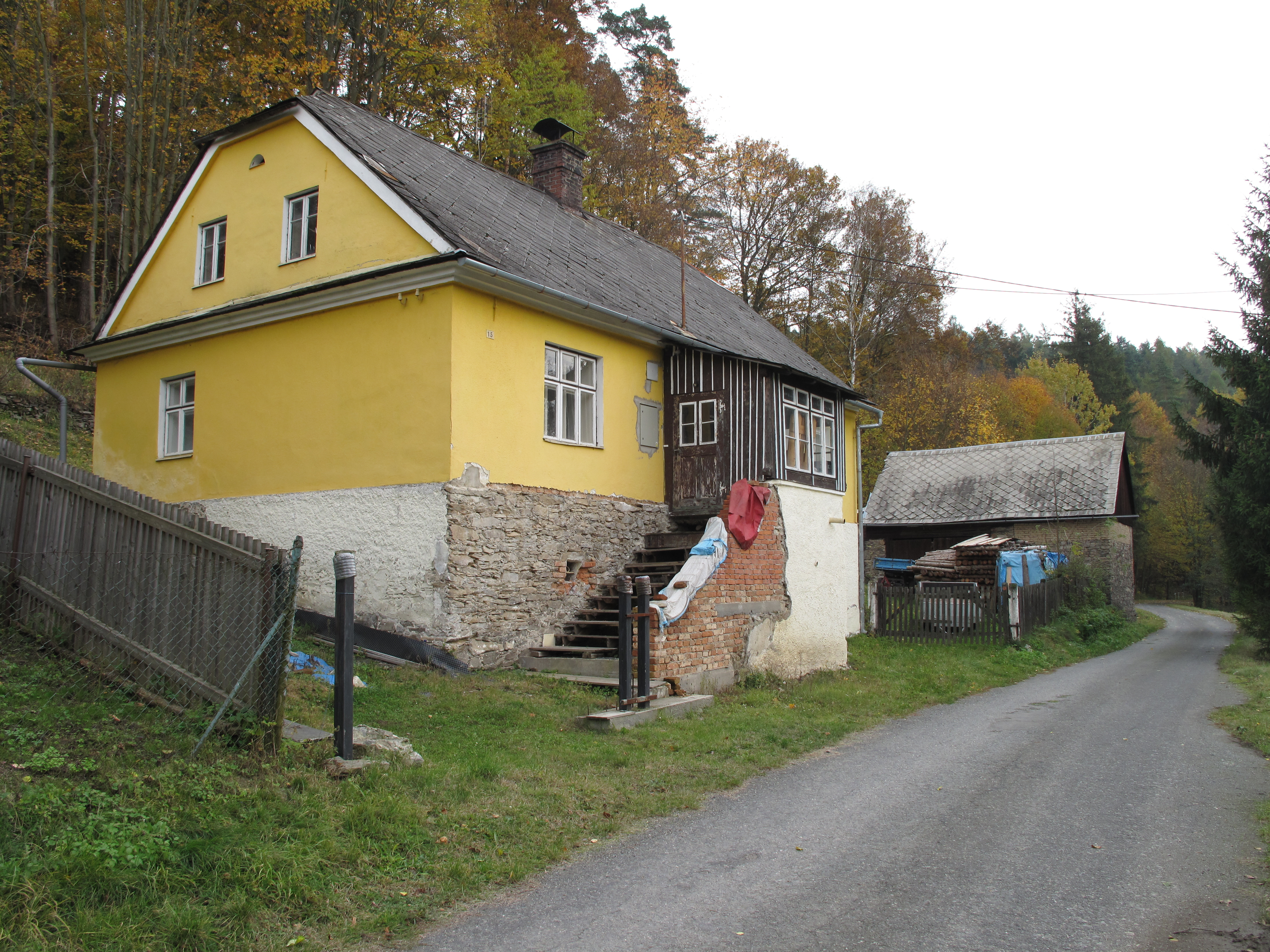
Dům
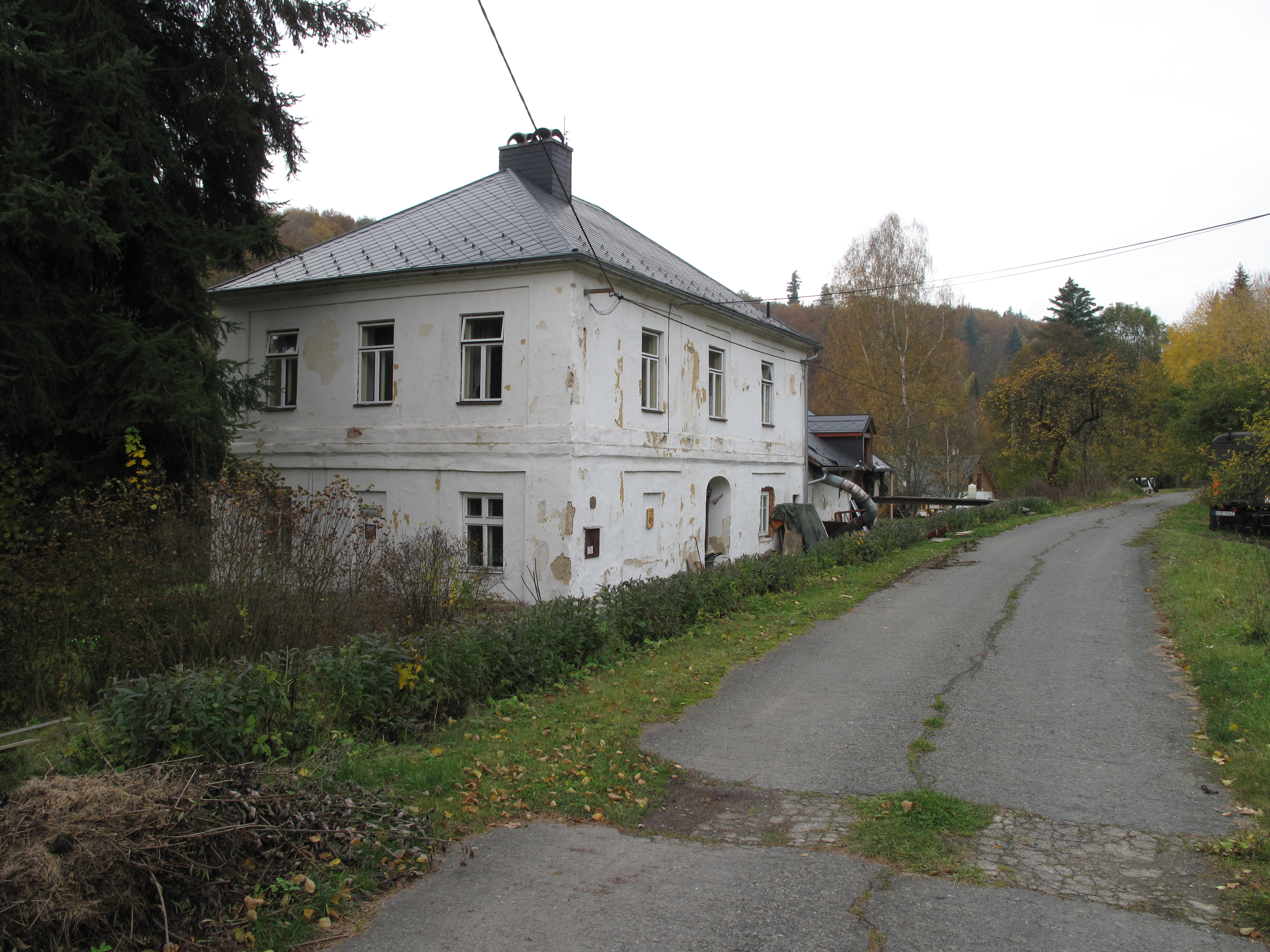
Dům
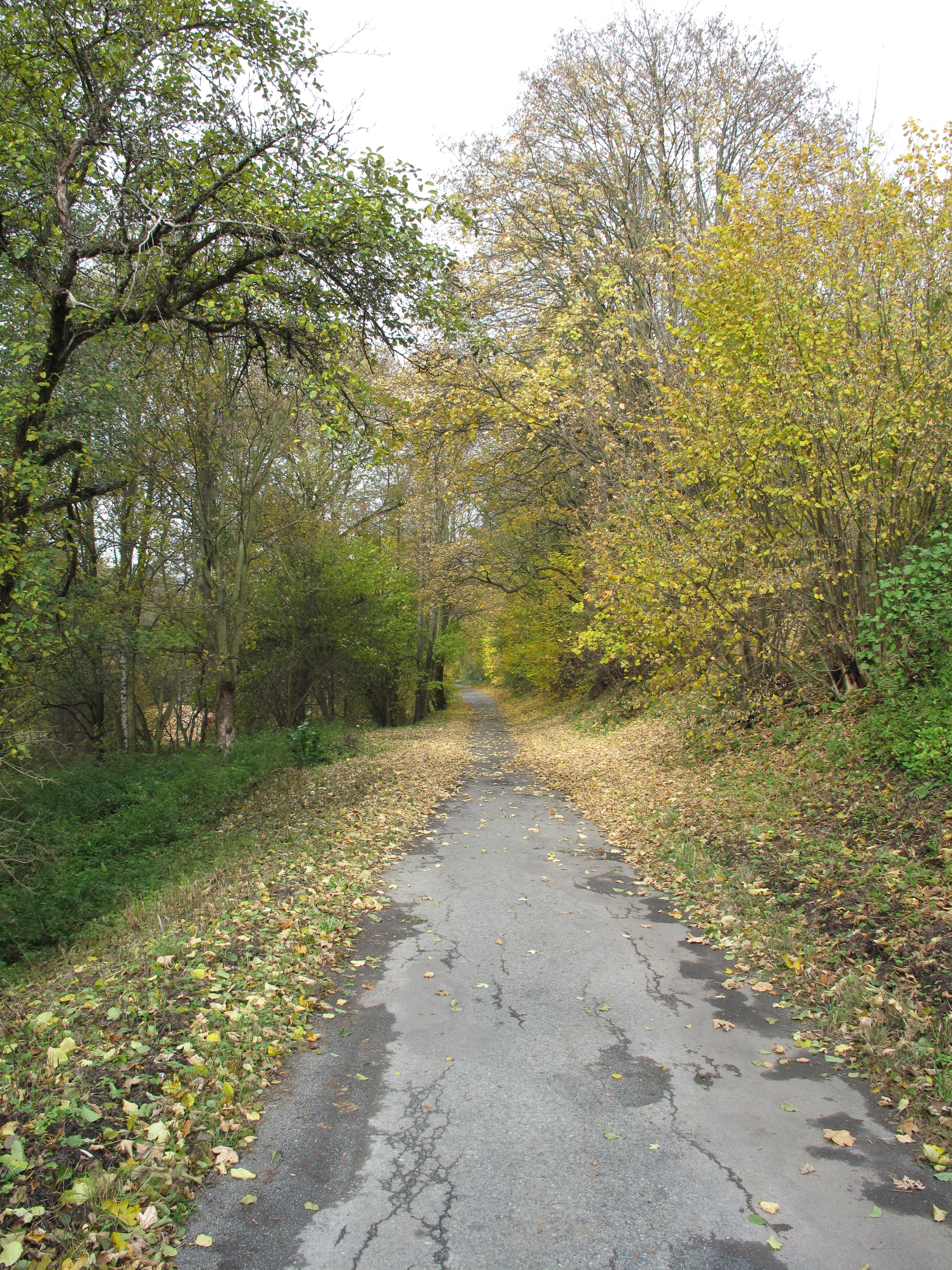
Cesta